# 貝取
貝取（かいどり/Kaidori）は、東京都多摩市の地名。地番整理施行地区（貝取一丁目～五丁目）と未施行地区（貝取）があるが、本項目では両方取り上げる。郵便番号は貝取一丁目～五丁目、貝取共に206-0012。

## 地理
当地は多摩市南部に位置するが、多摩ニュータウン開発によって造成完了の後、その第7住区として地番整理をなした新生貝取においては、東隣に位置する永山と西隣に位置する豊ヶ丘と独立した住区を形成し、各々が幹線道路の「鎌倉街道」と「貝取大通り」を境にして、互いに南北2kmほどの縦に細長い領域範囲で区切られている。
貝取一丁目は最北端に位置する乞田川が街の境界となっており、前述の幹線道路周辺が土地区画整理事業区域として地権者の裁量で戸建て住宅と小規模マンション等が建てられている。丘陵部の新住宅市街地開発事業区域（新住区域）には旧来からの地形を残した「貝取山緑地」があり、その周辺の高台の傾斜地に旧公団の分譲マンションが建設されている。また、同一丁目の南西部には貝取の北センターとなる商店等、住民の生活サービスを担う「近隣センター」を設けている。
貝取二～五丁目は新住区域として住宅街が建設され、北端に位置する「貝取山緑地」から南端の「尾根幹線道路」に至る延長の長い歩行者専用道路「貝取さんぽ道」他が施され、沿道の住民はこの道路を通じて学校や公園、「近隣センター」等に安全・快適に行き来することができる。一部に一戸建てや民間マンションの区域も存在するが、大部分が大規模な集合住宅区域で旧公団の分譲と賃貸住宅、都営住宅が交互に配置されている。また、同四丁目の中央部には豊ヶ丘住区の「近隣センター」を兼ねる商店街等を設けている。
同住区の全体を観ると南部から建設を始めた経緯があり、北部ほど新しい住宅街となっており、オープンスペースとしての街全体の緑化率も高く、後述に記載された公園等が多く整備されて閑静で良好な住環境を醸し出している。なお、貝取四丁目に位置する「貝取南公園」に隣接して、地区住民間の文化交流・活性化を担う市立のコミュニティーセンター「貝取こぶし館」がある。
なお、旧来には既存地名として広大な面積を占めていた地番整理未施行区域の貝取は、多摩ニュータウンの区域外に位置し、元貝取で現在、地番整理によって地名変更となった多摩市役所のある関戸六丁目より西側（諏訪下橋から乞田五差路付近）に飛地となり狭い領域で残っている。

### 河川
- 乞田川（一級河川）
- 貝取川（乞田川の支流）

### 地価
住宅地の地価は、2014年（平成26年）1月1日の公示地価によれば、貝取1丁目56番4の地点で17万5000円/m2となっている。

## 歴史
古くより貝取村として村を形成していた。貝取は後に南多摩郡多摩村の大字となり、現在よりも広い領域を示す地名であったが、急激な人口増加により多摩村から多摩町を経て多摩市となり、多摩ニュータウン開発以降の地番整理施行後も名称が継承されている。
元は純農村であり、現在は山林が主体の丘陵部に第7住区として造成された新住区域と、谷戸部に土地区画整理事業地区として造成された区域とで構成されている。なお、ニュータウン区域外に地番整理のされていない旧来からの貝取が、狭い範囲に一部現存している。

### 沿革
- 1868年（明治元年） 武蔵県知事の管轄となる。
  - 8月17日（旧暦6月29日） 韮山県の管轄となり、韮山県多摩郡貝取村となる。
- 1871年（明治4年）旧暦11月 神奈川県の管轄となり、神奈川県多摩郡貝取村となる。
- 1873年（明治6年）5月1日 区番組制により、第八大区九番組となる。
- 1874年（明治7年）4月15日 大区小区制により、第八大区八小区となる。
- 1878年（明治11年）
  - 7月22日 郡区町村制施行。神奈川県多摩郡貝取村となる。
  - 11月18日 多摩郡が、東多摩郡、西多摩郡、南多摩郡、北多摩郡に分離し、神奈川県南多摩郡貝取村となる。
- 1894年（明治17年）6月30日 連合戸長役場制により、貝取を含む現在の多摩市（落川を除く）の連合戸長役場を関戸村に設置。
- 1889年（明治22年）4月1日 一ノ宮村、落合村、乞田村、関戸村、東寺方村、連光寺村、和田村及び落川村飛地、百草村飛地と合併し、南多摩郡多摩村大字貝取となる。
- 1893年（明治26年）4月1日 神奈川県のうち、東多摩郡、西多摩郡、南多摩郡、北多摩郡を東京府に編入。東京府南多摩郡多摩村大字貝取となる。
- 1938年（昭和13年）7月1日 東京都制により、東京都南多摩郡多摩村大字貝取となる。
- 1964年（昭和39年）4月1日 町制施行により、南多摩郡多摩町大字貝取となる。
- 1971年（昭和46年）4月1日 市制施行により、多摩市貝取となる。
- 1975年（昭和50年）1月1日 貝取・小野路町の一部より、貝取三丁目～五丁目を新設。
- 1976年（昭和51年）多摩ニュータウン 第2次入居時に第7住区として入居開始。

## 世帯数と人口
2018年（平成30年）1月1日現在の世帯数と人口は以下の通りである。
| 大字・丁目 | 世帯数    | 人口    |
| ---------- | --------- | ------- |
| 貝取       | 613世帯   | 1,190人 |
| 貝取一丁目 | 909世帯   | 1,935人 |
| 貝取二丁目 | 1,479世帯 | 3,498人 |
| 貝取三丁目 | 471世帯   | 1,068人 |
| 貝取四丁目 | 542世帯   | 1,136人 |
| 貝取五丁目 | 327世帯   | 593人   |
| 計         | 4,341世帯 | 9,420人 |

## 小・中学校の学区
市立小・中学校に通う場合、学区は以下の通りとなる。
| 大字・丁目 | 番地                             | 小学校                 | 中学校                 |
| ---------- | -------------------------------- | ---------------------- | ---------------------- |
| 貝取       | 1330番地 1500番地 1506～1508番地 | 多摩市立北諏訪小学校   | 多摩市立諏訪中学校     |
| 貝取       | 1814～1816番地                   | 多摩市立愛和小学校     | 多摩市立東愛宕中学校   |
| 貝取       | その他                           | 多摩市立多摩第三小学校 | 多摩市立東愛宕中学校   |
| 貝取一丁目 | 1～5番地                         | 多摩市立多摩第三小学校 | 多摩市立東愛宕中学校   |
| 貝取一丁目 | 14～25番地                       | 多摩市立永山小学校     | 多摩市立多摩永山中学校 |
| 貝取一丁目 | その他                           | 多摩市立豊ヶ丘小学校   | 多摩市立青陵中学校     |
| 貝取二丁目 | 1番地 9～14番地                  | 多摩市立豊ヶ丘小学校   | 多摩市立青陵中学校     |
| 貝取二丁目 | その他                           | 多摩市立貝取小学校     | 多摩市立青陵中学校     |
| 貝取三丁目 | 全域                             | 多摩市立貝取小学校     | 多摩市立青陵中学校     |
| 貝取四丁目 | 全域                             | 多摩市立貝取小学校     | 多摩市立青陵中学校     |
| 貝取五丁目 | 全域                             | 多摩市立貝取小学校     | 多摩市立青陵中学校     |

## 交通

### 鉄道
貝取一丁目の北端を京王電鉄相模原線と小田急電鉄多摩線の高架橋の線路が並行に通過し、徒歩では京王永山駅と小田急永山駅が最寄り駅となるが、居住街区の違いで「貝取大通り」を頻繁に運行する路線バスのアクセスによって、同鉄道の永山駅または多摩センター駅のどちらかを利用するのが通常。
また、「貝取大通り」または「鎌倉街道」を運行する路線バスで京王線の聖蹟桜ヶ丘駅または小田急線の鶴川駅への利用も可能。

### 交通インフラ
道路（街路樹）
- 乞田川遊歩道　　［サクラ］
- 鎌倉街道　　［モミジバスズカケノキ］≪新住区間のみ無電柱化≫
- 貝取大通り　　［ハクウンボク］
- 貝取山通り　　［ユリノキ］
- 貝取北公園通り　　［ユリノキ］
- 貝取南公園通り　　［コブシ］
- 貝取こぶし通り　　［コブシ］
- 南多摩尾根幹線　　［ケヤキ］≪新住区間のみ無電柱化≫
- 歩行者専用道路（貝取さんぽ道ほか道路網が多数存在）

河川橋
- 釜沼橋（乞田川）
- 大貝戸小橋（乞田川）
- 大橋（乞田川）
- 新大橋（乞田川）

陸橋
- 歩行者専用道路橋（さんかく橋・瓜生見返り橋・バルコニー橋・白雲橋ほか多数存在）

## 施設
教育
- 小学校
  - 多摩市立南貝取小学校
  - 多摩市立北貝取小学校

学級数は減少を続けており、2011年4月1日に南豊ヶ丘小学校と南貝取小学校、北豊ヶ丘小学校と北貝取小学校が統合される予定。南豊ヶ丘小学校と南貝取小学校、北豊ヶ丘小学校と北貝取小学校の統合に係る準備委員会
- 中学校
  - 多摩市立貝取中学校

2008年3月31日で廃止。多摩市立豊ヶ丘中学校と統合し豊ヶ丘中学校に多摩市立青陵中学校が設置されたが2010年4月1日からは貝取中学校へ移転。多摩市立青陵中学校
公園
- 釜沼公園（街区公園）　貝取一丁目3番地
- みどり公園（街区公園）　貝取一丁目63番地
- 貝取山緑地（都市緑地）　貝取一丁目41番地
- 貝取北公園（近隣公園）　貝取二丁目1番地
- 貝取第4公園（街区公園）　貝取二丁目11番地
- 貝取第5公園（街区公園）　貝取三丁目11番地
- 貝取第6緑地（都市緑地）　貝取二丁目14番地
- 貝取第7緑地（都市緑地）　貝取三丁目19番地
- 貝取南公園（近隣公園）　貝取四丁目13番地
- 貝取第6公園（街区公園）　貝取五丁目4番地
- 貝取第7公園（街区公園）　貝取四丁目14番地

公益
- 貝取こぶし館（市立コミュニティーセンター）
- 多摩貝取郵便局（貝取・豊ヶ丘近隣センター内）
- 多摩貝取北郵便局（貝取北近隣センター内）
- 多摩中央警察署貝取交番（貝取・豊ヶ丘近隣センター内）
- 多摩中央警察署貝取北駐在所（貝取北近隣センター内）

商業
- りんれい堂書店
- 大丸ピーコック多摩店（貝取・豊ヶ丘近隣センター内）
- 三徳貝取店（貝取北近隣センター内）
- クリエイトSD多摩貝取店
- エス・バイ・エルホームセンター多摩店
- コモディイイダ永山店
- ネコサポステーション
- ビッグモーター本社（多摩店内）

＊注…多摩市側の区分では街区公園は児童公園に位置づけられている。